# Macrobiotus bondavallii
Macrobiotus bondavallii är en djurart som tillhör fylumet trögkrypare, och som beskrevs av Manicardi 1989. Macrobiotus bondavallii ingår i släktet Macrobiotus och familjen Macrobiotidae. Inga underarter finns listade i Catalogue of Life.